# Sheffield, Pennsylvania
Sheffield är en ort i Warren County i delstaten Pennsylvania, USA.